# Zrecze Chałupczańskie
Zrecze Chałupczańskie est une localité polonaise de la gmina de Chmielnik, située dans le powiat de Kielce en voïvodie de Sainte-Croix.